# Liste von Terroranschlägen im Jahr 2021
Die Liste von Terroranschlägen im Jahr 2021 enthält eine Auswahl von Terroranschlägen, die sich im Jahr 2021 ereigneten. Attentate werden gesondert in der Liste bekannter Attentate behandelt. Die Liste von Sprengstoffanschlägen beinhaltet auch nichtterroristische Anschläge. Die Liste von Flugzeugentführungen enthält eine Liste mit meist terroristischem Hintergrund. 

## Erläuterung
In der Spalte Politische Ausrichtung ist die politische bzw. weltanschauliche Einordnung der Täter angegeben: faschistisch, rassistisch, nationalistisch, nationalsozialistisch, sozialistisch, kommunistisch, antiimperialistisch, islamistisch (schiitisch, sunnitisch, deobandisch, salafistisch, wahhabitisch), hinduistisch. Bei vorrangig auf staatliche Unabhängigkeit oder Autonomie zielender Ausrichtung ist autonomistisch vorangestellt, gefolgt von der Region oder der Volksgruppe und ggf. weiteren Merkmalen der Täter: armenisch, irisch (katholisch), kurdisch, tirolisch, tschetschenisch, dagestanisch, punjabisch (sikhistisch), palästinensisch, paschtunisch.
- Wenn die Zahl der Opfer 20 oder mehr beträgt, wird sie fett dargestellt. Wenn die Zahl der Opfer 50 oder mehr beträgt, wird sie außerdem unterstrichen.
- Die Zahl bei den Anschlägen getöteter/verletzter Täter ist in Klammern ( ) gesetzt.

## Januar
| Datum/Beginn    | Betroffenes Land             | Stadt/Ort                       | Artikel/Quellenangabe       | Täter          | Politische Ausrichtung                                     | Mittel                           | Ziel                          | Tote     | Verletzte | Hintergrund                        |
| --------------- | ---------------------------- | ------------------------------- | --------------------------- | -------------- | ---------------------------------------------------------- | -------------------------------- | ----------------------------- | -------- | --------- | ---------------------------------- |
| 02. Januar 2021 | Niger                        | Tchioma Bangou, Zaroumbey Darey | Anschläge in Tillabéri 2021 | Islamisten     | islamistisch                                               | Schusswaffen                     | Dörfer                        | 100      | 75        | Aufstand im Maghreb seit 2002      |
| 02. Januar 2021 | Mali                         | Region Ménaka                   | [ 3 ]                       | JNIM           | islamistisch                                               | Sprengsatz                       | Französisches Militärfahrzeug | 2        | 1         | Konflikt in Nordmali (seit 2012)   |
| 02. Januar 2021 | Somalia                      | Mogadischu                      | [ 4 ]                       | al-Shabaab     | islamistisch (wahhabitisch)                                | Selbstmordattentäter             | Baustelle, türkische Arbeiter | 5 (+1)   | 14        | Somalischer Bürgerkrieg            |
| 03. Januar 2021 | Pakistan                     | Mach (Belutschistan)            | [ 5 ]                       | IS             | islamistisch (salafistisch, wahhabitisch)                  | Hieb- und Stichwaffen            | Minenarbeiter                 | 11       | 0         | Belutschistankonflikt              |
| 03. Januar 2021 | Syrien                       |                                 | [ 6 ]                       | IS             | islamististsch (salafistisch, wahhabitisch)                |                                  | Busse, Zivilisten             | 9        | 16        | Bürgerkrieg in Syrien seit 2011    |
| 04. Januar 2021 | Demokratische Republik Kongo | Nord-Kivu                       | [ 7 ]                       | ADF            | islamistisch                                               | Macheten, Entführung             | Dorf, Zivilisten              | 22       |           | ADF-Konflikt                       |
| 08. Januar 2021 | Kamerun                      | Extrême-Nord                    | [ 8 ]                       | Boko Haram     | wahhabitisch, islamistisch                                 | Selbstmordattentäterin, Macheten | Zivilisten                    | 12+ (+2) | 2+        | Scharia-Konflikt in Nigeria        |
| 14. Januar 2021 | Demokratische Republik Kongo | Ituri (Provinz)                 | [ 9 ]                       | vermutlich ADF | islamistisch                                               |                                  | Dorf                          | 46       |           | ADF-Konflikt                       |
| 16. Januar 2021 | Sudan                        | Gharb Darfur                    | [ 10 ]                      | Milizionäre    |                                                            |                                  | Milizionäre                   | 83       | 160       | Darfur-Konflikt                    |
| 18. Januar 2021 | Sudan                        | Dschanub Darfur                 | [ 11 ]                      | Milizionäre    |                                                            |                                  | Milizionäre                   | 47       |           | Darfur-Konflikt                    |
| 18. Januar 2021 | Afghanistan                  | Baglan, Kundus, Nimrus          | [ 12 ]                      | Taliban        | deobandisch-fundamentalistisch, paschtunisch, islamistisch |                                  | Sicherheitskräfte             | 40 (+40) |           | Krieg in Afghanistan               |
| 21. Januar 2021 | Irak                         | Bagdad                          | Anschlag in Bagdad 2021     | IS             | salafistisch, wahhabitisch                                 | 2 Selbstmordattentäter           | Markt                         | 32 (+2)  | 110       | Aufstand im Irak (nach US-Rückzug) |
| 30. Januar 2021 | Syrien                       | Afrin                           | [ 14 ]                      | vermutlich YPG |                                                            | Autobombe                        | Zivilisten                    | 5        | 22        | Bürgerkrieg in Syrien seit 2011    |

## Februar
| Datum/Beginn     | Betroffenes Land | Stadt/Ort | Artikel/Quellenangabe | Täter      | Politische Ausrichtung                                          | Mittel       | Ziel                 | Tote | Verletzte | Hintergrund                            |
| ---------------- | ---------------- | --------- | --------------------- | ---------- | --------------------------------------------------------------- | ------------ | -------------------- | ---- | --------- | -------------------------------------- |
| 08. Februar 2021 | Jemen            | Ma'rib    | [ 15 ]                | Huthi      | zaiditisch, antiimperialistisch, antizionistisch, antisemitisch |              | Soldaten             | 20   | 28        | Militärintervention im Jemen seit 2015 |
| 10. Februar 2021 | Mali             | Mopti     | [ 16 ] [ 17 ]         | Islamisten | islamistisch                                                    | Schusswaffen | UN-Militärstützpunkt | 1    | 27        | Konflikt in Nordmali (seit 2012)       |

## März
| Datum/Beginn  | Betroffenes Land             | Stadt/Ort                           | Artikel/Quellenangabe | Täter                             | Politische Ausrichtung                          | Mittel                              | Ziel                                                           | Tote     | Verletzte | Hintergrund                       |
| ------------- | ---------------------------- | ----------------------------------- | --------------------- | --------------------------------- | ----------------------------------------------- | ----------------------------------- | -------------------------------------------------------------- | -------- | --------- | --------------------------------- |
| 05. März 2021 | Somalia                      | Mogadischu                          | [ 18 ] [ 19 ]         | al-Shabaab                        | wahhabitisch, islamistisch                      | Selbstmordattentäter mit Autobombe  | Restaurant                                                     | 20 (+1)  | 30        | Somalischer Bürgerkrieg           |
| 13. März 2021 | Afghanistan                  | Herat                               | [ 20 ] [ 21 ]         |                                   |                                                 | Autobombe                           | Polizeistation                                                 | 8        | 54        | Krieg in Afghanistan              |
| 15. März 2021 | Niger                        | Tillabéri                           | [ 22 ]                |                                   |                                                 |                                     | Konvoi, Dorf                                                   | 58       |           | Aufstand im Maghreb seit 2002     |
| 16. März 2021 | Niger                        | Banibangou, Darey Tinni, Siné Godar | [ 23 ] [ 24 ]         |                                   |                                                 |                                     | Konvoi, Dörfer                                                 | 66       |           | Aufstand im Maghreb seit 2002     |
| 16. März 2021 | Demokratische Republik Kongo | Ituri (Provinz)                     | [ 25 ]                | CODECO                            | christlich-animistisch                          |                                     | Dörfer                                                         | 16 (+1)  | 40        | Ituri-Konflikt                    |
| 17. März 2021 | Mali                         | Gao                                 | [ 26 ]                |                                   |                                                 |                                     | Militärstützpunkt                                              | 33 (+20) | 14        | Konflikt in Nordmali (seit 2012)  |
| 21. März 2021 | Niger                        | Tillia                              | [ 27 ] [ 28 ]         | vermutlich Islamisten             | islamistisch                                    | Schusswaffen                        | Dörfer                                                         | 137      |           | Aufstand im Maghreb seit 2002     |
| 22. März 2021 | China                        | Guangzhou                           | [ 29 ]                |                                   |                                                 | Selbstmordattentäter                | Regierungsbüro                                                 | 4 (+1)   | 5         |                                   |
| 24. März 2021 | Mosambik                     | Cabo Delgado                        | [ 30 ]                | Islamisten                        | islamistisch                                    | Schusswaffen                        | Polizeistationen, Kontrollpunkte, Konvoi, Zivilisten, Soldaten | 100+     |           | Aufstand in Cabo Delgado          |
| 26. März 2021 | Kolumbien                    | Corinto                             | [ 31 ]                | vermutlich FARC-EP                | marxistisch-leninistisch, links-nationalistisch | Autobombe                           | Bürgermeisterbüro                                              | 0        | 43        | Bewaffneter Konflikt in Kolumbien |
| 28. März 2021 | Indonesien                   | Makassar                            | [ 32 ]                | vermutlich Jamaah Ansharut Daulah |                                                 | 2 Selbstmordattentäter auf Motorrad | Kathedrale                                                     | 0 (+2)   | 20        |                                   |
| 30. März 2021 | Vereinigte Staaten           | New York City                       | [ 33 ]                | Brandon Elliot                    | rassistisch                                     | körperliche Gewalt                  | Philippinische Zivilistin                                      | 0        | 1         |                                   |
| 31. März 2021 | Demokratische Republik Kongo | Nord-Kivu                           | [ 34 ]                | ADF                               | islamistisch                                    |                                     | Dorf                                                           | 23 (+2)  |           | ADF-Konflikt                      |

## April
| Datum/Beginn   | Betroffenes Land | Stadt/Ort         | Artikel/Quellenangabe | Täter                 | Politische Ausrichtung                                     | Mittel                         | Ziel                             | Tote   | Verletzte | Hintergrund                   |
| -------------- | ---------------- | ----------------- | --------------------- | --------------------- | ---------------------------------------------------------- | ------------------------------ | -------------------------------- | ------ | --------- | ----------------------------- |
| 03. April 2021 | Indien           | Chhattisgarh      | [ 35 ]                | Maoisten              | maoistisch                                                 |                                | Sicherheitskräfte                | 22     | 30        | Naxalitenaufstand             |
| 03. April 2021 | Nigeria          | Damasak           | [ 36 ]                | Boko Haram            | wahhabitisch, islamistisch                                 | Schusswaffen                   |                                  | 18     | 21        | Scharia-Konflikt in Nigeria   |
| 05. April 2021 | Sudan            | al-Dschunaina     | [ 37 ]                | Milizionäre           |                                                            | Schusswaffen                   | Hilfskonvoi, Milizionäre         | 87     | 191       | Darfur-Konflikt               |
| 06. April 2021 | Afghanistan      | Dschuzdschan      | [ 38 ]                | Taliban               | deobandisch, islamisch-fundamentalistisch                  | Schusswaffe, sexuelle Gewalt   | 16-jährige Zivilistin            | 1      |           | Krieg in Afghanistan          |
| 08. April      | Somalia          | Shabeellaha Dhexe | [ 39 ]                | Al-Shabaab            | wahhabitisch, islamistisch                                 | Sprengsatz, Schusswaffen       | Soldaten                         | 2 (+?) | 3         | Somalischer Bürgerkrieg       |
| 15. April 2021 | Irak             | Bagdad            | [ 40 ]                |                       |                                                            | Autobombe                      | Markt                            | 4      | 20        |                               |
| 15. April 2021 | Ägypten          | Bir al-Abd        | [ 41 ]                | IS                    | salafistisch, wahhabitisch                                 | Schusswaffe                    | Christlicher Zivilist            | 1      |           | Sinai-Aufstand                |
| 16. April 2021 | Ägypten          | Sinai-Halbinsel   | [ 42 ]                | IS                    | salafistisch, wahhabitisch                                 | Schusswaffen                   | Zivilisten                       | 2      |           | Sinai-Aufstand                |
| 17. April 2021 | Nigeria          | Mbamondu          | [ 43 ]                | Fulani-Extremisten    |                                                            | Schuss-, Hieb- und Stichwaffen | Zivilisten                       | 8      | 5         |                               |
| 17. April 2021 | Pakistan         | Makeen            | [ 44 ]                | TTP                   | deobandisch, islamisch-fundamentalistisch                  | Schusswaffen                   | Soldaten                         | 4      | 0         | Konflikt in Nordwest-Pakistan |
| 18. April 2021 | Niger            | Niamey            | [ 45 ]                | vermutlich Islamisten | islamistisch                                               | Schusswaffen                   | Soldaten                         | 19     |           |                               |
| 19. April 2021 | Afghanistan      | Badachschan       | [ 46 ]                | Taliban               | deobandisch-fundamentalistisch, paschtunisch, islamistisch | Schusswaffen                   | Polizisten                       | 8      | 2         | Krieg in Afghanistan          |
| 20. April 2021 | Afghanistan      | Ghorian           | [ 47 ]                | Taliban               | deobandisch-fundamentalistisch, paschtunisch, islamistisch | Autobombe                      | Polizisten                       | 3 (+1) |           | Krieg in Afghanistan          |
| 20. April 2021 | Irak             | Tikrit            | [ 48 ]                | IS                    | salafistisch, wahhabitisch                                 | Schusswaffe                    | Bauer                            | 1      |           |                               |
| 20. April 2021 | Somalia          |                   | [ 49 ]                | al-Shabaab            | wahhabitisch, islamistisch                                 | Sprengsatz                     | Beamter                          | 1      | 3         | Somalischer Bürgerkrieg       |
| 21. April 2021 | Pakistan         | Quetta            | [ 50 ]                | TTP                   | deobandisch, islamisch-fundamentalistisch                  | Sprengsatz                     | Hotel                            | 5      | 12        | Konflikt in Nordwest-Pakistan |
| 21. April 2021 | Somalia          |                   | [ 51 ]                | al-Shabaab            | wahhabitisch, islamistisch                                 | Mörser                         | Wohngebiet                       | 4      | 4         | Somalischer Bürgerkrieg       |
| 21. April 2021 | Afghanistan      | Balch             | [ 52 ]                | Taliban               | deobandisch-fundamentalistisch, paschtunisch, islamistisch | Schusswaffen                   | Soldaten                         | 8      | 6         | Krieg in Afghanistan          |
| 23. April 2021 | Frankreich       | Rambouillet       | [ 53 ]                | Islamist              | islamistisch                                               | Messer                         | Polizisten                       | 1 (+1) |           |                               |
| 26. April 2021 | Nigeria          | Borno             | [ 54 ]                | Boko Haram            | wahhabitisch, islamistisch                                 | Panzerfäuste                   | Militärkonvoi, Militärstützpunkt | 33     |           | Scharia-Konflikt in Nigeria   |
| 30. April 2021 | Afghanistan      | Pul-i-Alam        | [ 55 ]                |                       |                                                            | Autobombe                      | Studentenwohnheim                | 21     | 91        | Krieg in Afghanistan          |

## Mai
| Datum/Beginn | Betroffenes Land             | Stadt/Ort            | Artikel/Quellenangabe            | Täter                                               | Politische Ausrichtung                                                                 | Mittel                       | Ziel                     | Tote | Verletzte | Hintergrund                   |
| ------------ | ---------------------------- | -------------------- | -------------------------------- | --------------------------------------------------- | -------------------------------------------------------------------------------------- | ---------------------------- | ------------------------ | ---- | --------- | ----------------------------- |
| 03. Mai 2021 | Afghanistan                  | Farah                | [ 56 ]                           |                                                     |                                                                                        | Sprengsatz                   | Schule                   | 0    | 21        | Krieg in Afghanistan          |
| 03. Mai 2021 | Burkina Faso                 | Foutouri             | [ 57 ] [ 58 ]                    | vermutlich Islamisten                               | islamistisch                                                                           | Schusswaffen, Brandstiftung  | Dorf                     | 30   | 20        | Aufstand im Maghreb seit 2002 |
| 08. Mai 2021 | Afghanistan                  | Kabul                | Anschlag in Kabul am 8. Mai 2021 | vermutlich IS                                       | deobandisch-fundamentalistisch, paschtunisch, islamistisch, salafistisch, wahhabitisch | Autobombe, 2 Sprengsätze     | Schule                   | 80+  | 165       | Krieg in Afghanistan          |
| 09. Mai 2021 | Demokratische Republik Kongo | Tanganyika (Provinz) | [ 63 ]                           | Twa-Miliz                                           |                                                                                        | Pfeil und Bogen              | Dorf, Soldat, Zivilisten | 21   |           |                               |
| 10. Mai 2021 | Afghanistan                  | Zabul                | [ 64 ] [ 65 ]                    |                                                     |                                                                                        | Sprengsatz                   | Bus                      | 11   | 29        | Krieg in Afghanistan          |
| 11. Mai 2021 | Demokratische Republik Kongo | Ituri (Provinz)      | [ 66 ]                           | ADF                                                 | islamistisch                                                                           | Entführung                   | Dörfer                   | 21   |           | ADF-Konflikt                  |
| 14. Mai 2021 | Afghanistan                  | Kabul                | [ 67 ]                           | vermutlich Taliban oder IS                          |                                                                                        | Sprengsatz                   | Moschee                  | 12   | 15        | Krieg in Afghanistan          |
| 23. Mai 2021 | Peru                         | Provinz Satipo       | [ 68 ] [ 69 ] [ 70 ]             | MPCP                                                | kommunistisch, antikapitalistisch, marxistisch-leninistisch-maoistisch                 |                              | Zivilisten               | 18   |           | Bewaffneter Konflikt in Peru  |
| 27. Mai 2021 | Demokratische Republik Kongo | Nord-Kivu            | [ 71 ]                           | wahrscheinlich ADF                                  | islamistisch                                                                           | Messer, Macheten, Entführung | Dörfer, Zivilisten       | 22   |           | ADF-Konflikt                  |
| 29. Mai 2021 | Afghanistan                  | bei Kabul            | [ 72 ]                           | Regierung und Taliban beschuldigen sich gegenseitig |                                                                                        | Rakete                       | Hochzeit                 | 6    | 4         | Krieg in Afghanistan          |
| 31. Mai 2021 | Demokratische Republik Kongo | Ituri                | [ 73 ] [ 74 ]                    | wahrscheinlich ADF                                  | islamistisch                                                                           |                              | Dörfer, Zivilisten       | 70+  |           | ADF-Konflikt                  |

## Juni
| Datum/Beginn  | Betroffenes Land             | Stadt/Ort  | Artikel/Quellenangabe           | Täter                       | Politische Ausrichtung                                     | Mittel                             | Ziel                               | Tote    | Verletzte | Hintergrund                       |
| ------------- | ---------------------------- | ---------- | ------------------------------- | --------------------------- | ---------------------------------------------------------- | ---------------------------------- | ---------------------------------- | ------- | --------- | --------------------------------- |
| 04. Juni 2021 | Burkina Faso                 | Yagha      | Massaker in Solhan und Tadaryat |                             |                                                            | Brandstiftung                      | Dörfer                             | 146     |           | Aufstand im Maghreb seit 2002     |
| 06. Juni 2021 | Kanada                       | London     | [ 76 ]                          | Nathaniel Veltman           | islamophob                                                 | Pick-up                            | Muslimische Zivilisten             | 4       | 1         |                                   |
| 07. Juni 2021 | Nigeria                      | Benue      | [ 77 ]                          | Fulani-Extremisten          |                                                            |                                    | Dorf                               | 40+     |           | Hirten-Bauern-Konflikt in Nigeria |
| 09. Juni 2021 | Afghanistan                  | Balch      | [ 78 ]                          | Taliban                     | deobandisch-fundamentalistisch, paschtunisch, islamistisch | Autobombe                          | Polizeihauptquartier               | 16      | 117       | Krieg in Afghanistan              |
| 09. Juni 2021 | Afghanistan                  | Baglan     | [ 79 ]                          | IS                          | salafistisch, wahhabitisch                                 | Schusswaffen                       | Minenräumer, Taliban-Milizionäre   | 10      | 12        | Krieg in Afghanistan              |
| 15. Juni 2021 | Somalia                      | Mogadischu | [ 80 ]                          | al-Shabaab                  | wahhabitisch, islamistisch                                 | Selbstmordattentäter               | Militärrekruten                    | 15 (+1) |           | Somalischer Bürgerkrieg           |
| 15. Juni 2021 | Afghanistan                  | Nangarhar  | [ 81 ]                          |                             |                                                            | Schusswaffen                       | Impfhelfer                         | 5       | 4         | Krieg in Afghanistan              |
| 15. Juni 2021 | Kolumbien                    | Cúcuta     | [ 82 ]                          | vermutlich ELN oder FARC-EP | marxistisch-leninistisch, links-nationalistisch            | Autobombe                          | Militärstützpunkt                  | 0       | 36        | Bewaffneter Konflikt in Kolumbien |
| 25. Juni 2021 | Mali                         | Tarkint    | [ 83 ] [ 84 ]                   |                             |                                                            | Selbstmordattentäter mit Autobombe | Deutsche und belgische UN-Soldaten | 0 (+1)  | 13        | Aufstand im Maghreb seit 2002     |
| 28. Juni 2021 | Demokratische Republik Kongo | Beni       | [ 85 ]                          | ADF                         | islamistisch                                               | Selbstmordattentäter               | Kirche, Zivilisten                 | 0 (+1)  |           | ADF-Konflikt                      |

## Juli
| Datum/Beginn  | Betroffenes Land             | Stadt/Ort         | Artikel/Quellenangabe | Täter                    | Politische Ausrichtung                                     | Mittel               | Ziel       | Tote    | Verletzte | Hintergrund                        |
| ------------- | ---------------------------- | ----------------- | --------------------- | ------------------------ | ---------------------------------------------------------- | -------------------- | ---------- | ------- | --------- | ---------------------------------- |
| 01. Juli 2021 | Afghanistan                  | Yaftal            | [ 86 ]                | Taliban                  | deobandisch-fundamentalistisch, paschtunisch, islamistisch | Schusswaffen         | Soldaten   | 10      |           | Krieg in Afghanistan               |
| 01. Juli 2021 | Demokratische Republik Kongo | Departamento Beni | [ 87 ]                | Allied Democratic Forces | islamistisch                                               |                      | Zivilisten | 10      |           |                                    |
| 19. Juli 2021 | Irak                         | Bagdad            | [ 88 ] [ 89 ]         | IS                       | salafistisch, wahhabitisch                                 | Selbstmordattentäter | Markt      | 35 (+1) | 50        | Aufstand im Irak (nach US-Rückzug) |
| 22. Juli 2021 | Afghanistan                  | Kandahar          | [ 90 ]                | vermutlich Taliban       | deobandisch-fundamentalistisch, paschtunisch, islamistisch | Schusswaffen         | Zivilisten | 100     |           | Krieg in Afghanistan               |
| 27. Juli 2021 | Äthiopien                    | Somali            | [ 91 ]                | Afarische Milizionäre    |                                                            |                      |            | 300     |           | Zweiter Äthiopischer Bürgerkrieg   |

## August
| Datum/Beginn    | Betroffenes Land | Stadt/Ort    | Artikel/Quellenangabe            | Täter                 | Politische Ausrichtung                                          | Mittel                      | Ziel                                        | Tote      | Verletzte | Hintergrund                            |
| --------------- | ---------------- | ------------ | -------------------------------- | --------------------- | --------------------------------------------------------------- | --------------------------- | ------------------------------------------- | --------- | --------- | -------------------------------------- |
| 04. August 2021 | Burkina Faso     | Oudalan      | [ 92 ]                           |                       |                                                                 | Brandstiftung               | Dörfer, Zivilisten, Soldaten, Milizionäre   | 30 (+10+) |           | Aufstand im Maghreb seit 2002          |
| 05. August 2021 | Tschad           | Tschadsee    | [ 93 ]                           | vermutlich Boko Haram | wahhabitisch, islamistisch                                      |                             | Tschadische Soldaten                        | 26        | 14        | Scharia-Konflikt in Nigeria            |
| 08. August 2021 | Mali             | Ansongo      | [ 94 ]                           | Islamisten            | islamistisch                                                    | Schusswaffen, Brandstiftung | Dörfer, Zivilisten                          | 51        |           | Konflikt in Nordmali (seit 2012)       |
| 08. August 2021 | Pakistan         | Quetta       | [ 95 ]                           |                       |                                                                 | Motorradbombe               | Polizeifahrzeug                             | 2         | 21        | Belutschistankonflikt                  |
| 16. August 2021 | Niger            | Tillabéri    | [ 96 ]                           |                       |                                                                 | Schusswaffen                | Zivilisten                                  | 37        |           | Aufstand im Maghreb seit 2002          |
| 18. August 2021 | Burkina Faso     | Sahel        | [ 97 ]                           | Islamisten            | islamistisch                                                    | Schusswaffen                | Konvoi, Polizisten, Milizionäre, Zivilisten | 47 (+58)  | 30        | Aufstand im Maghreb seit 2002          |
| 19. August 2021 | Pakistan         | Bahawalnagar | [ 98 ]                           |                       |                                                                 | Sprengstoff                 | Aschura-Prozession                          | 3         | 50        | Konflikt in Nordwest-Pakistan          |
| 26. August 2021 | Afghanistan      | Kabul        | Anschlag am Flughafen Kabul 2021 | IS                    | salafistisch, wahhabitisch                                      | ein Selbstmordattentäter    | Flughafen Kabul, Soldaten, Zivilisten       | 183       | 200+      | Krieg in Afghanistan                   |
| 29. August 2021 | Jemen            | Lahidsch     | [ 100 ]                          | Huthi                 | zaiditisch, antiimperialistisch, antizionistisch, antisemitisch | Raketen, Drohnen            | Militärstützpunkt                           | 30        | 60        | Militärintervention im Jemen seit 2015 |

## September
| Datum/Beginn       | Betroffenes Land             | Stadt/Ort           | Artikel/Quellenangabe | Täter                            | Politische Ausrichtung     | Mittel                 | Ziel                              | Tote   | Verletzte | Hintergrund                 |
| ------------------ | ---------------------------- | ------------------- | --------------------- | -------------------------------- | -------------------------- | ---------------------- | --------------------------------- | ------ | --------- | --------------------------- |
| 03. September 2021 | Neuseeland                   | Auckland            | [ 101 ] [ 102 ]       | Ahamed Aathill Mohamed Samsudeen | islamistisch               | Messer                 | Supermarkt, Zivilisten            | 0 (+1) | 7         |                             |
| 04. September 2021 | Demokratische Republik Kongo | Ituri (Provinz)     | [ 103 ]               | Allied Democratic Forces         | islamistisch               | Schusswaffen, Macheten | Zivilisten                        | 30     |           | ADF-Konflikt                |
| 18. September 2021 | Afghanistan                  | Dschalalabad, Kabul | [ 104 ] [ 105 ]       | vermutlich IS                    | salafistisch, wahhabitisch | Sprengstoff            | Taliban-Fahrzeuge, Zivilisten     | 7      | 30        | Krieg in Afghanistan        |
| 26. September 2021 | Nigeria                      | Sokoto              | [ 106 ]               | vermutlich IS                    | salafistisch, wahhabitisch |                        | Soldaten, Polizisten, Milizionäre | 22     |           | Scharia-Konflikt in Nigeria |

## Oktober
| Datum/Beginn     | Betroffenes Land       | Stadt/Ort       | Artikel/Quellenangabe | Täter | Politische Ausrichtung     | Mittel                 | Ziel                                                 | Tote    | Verletzte | Hintergrund          |
| ---------------- | ---------------------- | --------------- | --------------------- | ----- | -------------------------- | ---------------------- | ---------------------------------------------------- | ------- | --------- | -------------------- |
| 03. Oktober 2021 | Afghanistan            | Kabul           | [ 107 ] [ 108 ]       | IS    | salafistisch, wahhabitisch | Sprengstoff            | Moschee, Beerdigung, Zivilisten, Taliban-Milizionäre | 5       | 4         | Krieg in Afghanistan |
| 08. Oktober 2021 | Afghanistan            | Kundus          | [ 109 ]               | IS    | salafistisch, wahhabitisch | Selbstmordattentäter   | Schiitische Moschee                                  | 50 (+1) | 100+      | Krieg in Afghanistan |
| 15. Oktober 2021 | Afghanistan            | Kandahar        | [ 110 ]               | IS    | salafistisch, wahhabitisch | 3 Selbstmordattentäter | Schiitische Moschee                                  | 47 (+3) | 70        | Krieg in Afghanistan |
| 15. Oktober 2021 | Vereinigtes Königreich | Southend-on-Sea | [ 111 ]               |       | islamistisch               | Messer                 | David Amess                                          | 1       | 0         |                      |

## November
| Datum/Beginn      | Betroffenes Land             | Stadt/Ort       | Artikel/Quellenangabe | Täter  | Politische Ausrichtung     | Mittel                              | Ziel                                             | Tote     | Verletzte | Hintergrund                   |
| ----------------- | ---------------------------- | --------------- | --------------------- | ------ | -------------------------- | ----------------------------------- | ------------------------------------------------ | -------- | --------- | ----------------------------- |
| 02. November 2021 | Niger                        | Tillabéri       | [ 112 ]               | IS     | salafistisch, wahhabitisch | Schusswaffen                        | Konvoi, Vigilanten                               | 69       |           |                               |
| 02. November 2021 | Afghanistan                  | Kabul           | [ 113 ] [ 114 ]       | IS     | salafistisch, wahhabitisch | Selbstmordattentäter, Schusswaffen  | Militärkrankenhaus, Taliban-Milizionäre          | 25+ (+4) | 50+       | Krieg in Afghanistan          |
| 11. November 2021 | Demokratische Republik Kongo | Nord-Kivu       | [ 115 ]               | ADF    | islamistisch               | Brandstiftung, Entführung           | Dorf, Gebäude, Gesundheitszentrum                | 38       | 3         | ADF-Konflikt                  |
| 14. November 2021 | Vereinigtes Königreich       | London          | [ 116 ]               |        |                            | Selbstmordattentäter                | Krankenhaus, Zivilisten                          | 0 (+1)   | 1         |                               |
| 15. November 2021 | Burkina Faso                 | Soum            | [ 117 ] [ 118 ]       |        |                            | Schusswaffen                        | Gendarmerieaußenposten, Polizisten, Zivilisten   | 53       |           | Aufstand im Maghreb seit 2002 |
| 16. November 2021 | Uganda                       | Kampala         | [ 119 ]               | ADF    | islamistisch               | 3 Selbstmordattentäter, Sprengsätze | Polizeistation, Kontrollpunkt, Parlamentsgebäude | 3 (+3)   | 33        | ADF-Konflikt                  |
| 16. November 2021 | Niger                        | Tahoua          | [ 120 ]               |        |                            | Schusswaffen                        | Milizlager                                       | 25       |           |                               |
| 21. November 2021 | Demokratische Republik Kongo | Ituri (Provinz) | [ 121 ]               | CODECO | christlich-animistisch     | Brandstiftung                       | Dörfer                                           | 29       |           | Ituri-Konflikt                |
| 23. November 2021 | Demokratische Republik Kongo | Ituri (Provinz) | [ 122 ]               | ADF    | islamistisch               | Entführung                          | Dörfer                                           | 20       |           | ADF-Konflikt                  |

## Dezember
| Datum/Beginn      | Betroffenes Land             | Stadt/Ort       | Artikel/Quellenangabe | Täter                 | Politische Ausrichtung | Mittel                      | Ziel                  | Tote     | Verletzte | Hintergrund                      |
| ----------------- | ---------------------------- | --------------- | --------------------- | --------------------- | ---------------------- | --------------------------- | --------------------- | -------- | --------- | -------------------------------- |
| 03. Dezember 2021 | Mali                         | Mopti           | [ 123 ]               | vermutlich Islamisten | islamistisch           | Schusswaffen, Brandstiftung | Bus, Zivilisten       | 31       | 17        | Konflikt in Nordmali (seit 2012) |
| 05. Dezember 2021 | Niger                        | Tillabéri       | [ 124 ]               |                       |                        |                             | Militärstützpunkt     | 29 (+79) |           |                                  |
| 16. Dezember 2021 | Demokratische Republik Kongo | Ituri (Provinz) | [ 125 ]               | ADF                   | islamistisch           | Brandstiftung               | Dörfer                | 22       |           | ADF-Konflikt                     |
| 22. Dezember 2021 | Demokratische Republik Kongo | Ituri (Provinz) | [ 126 ]               | Zaïre-FPAC            |                        | Brandstiftung               | Dorf                  | 32       |           | Dritter Kongokrieg               |
| 23. Dezember 2021 | Burkina Faso                 | Loroum          | [ 127 ]               |                       |                        | Schusswaffen                | Regierungstreue Miliz | 41       |           | Aufstand im Maghreb seit 2002    |